# Lijst van rijksmonumenten in Adorp
De plaats Adorp telt 29 inschrijvingen in het rijksmonumentenregister. Hieronder een overzicht. 
Voor een overzicht van beschikbare afbeeldingen zie de categorie Rijksmonumenten in Winsum op Wikimedia Commons.
| Object                                                                                             | Oorspronkelijke functie?  | Bouwjaar                           | Architect   | Locatie                                         | Coördinaten?                  | Nr.?   | Afbeelding           |
| -------------------------------------------------------------------------------------------------- | ------------------------- | ---------------------------------- | ----------- | ----------------------------------------------- | ----------------------------- | ------ | -------------------- |
| Aeolus                                                                                             | Industrie- en poldermolen | 1851                               |             | bij Molenweg 7                                  | 53° 16' 32" NB, 6° 32' 12" OL | 7061   | Meer afbeeldingen    |
| 't Witte Hoes                                                                                      | Horeca                    | mog. 18e eeuw (in aanleg)          |             | Provincialeweg 37                               | 53° 16' 31" NB, 6° 32' 8" OL  | 7062   | Meer afbeeldingen    |
| Pand onder afgewolfd zadeldak en haaks daarop schuur met woondeel (vormt geheel met de nrs. 17-19) | Woonhuis                  | 18e eeuw 19e eeuw (uitbr.)         |             | Torenweg 15                                     | 53° 16' 29" NB, 6° 32' 0" OL  | 7063   | Meer afbeeldingen    |
| Pand onder afgewolfd zadeldak (vormt geheel met nr. 15)                                            | Woonhuis                  | 18e eeuw 19e eeuw (uitbr.)         |             | Torenweg 17-19                                  | 53° 16' 29" NB, 6° 31' 60" OL | 7064   | Meer afbeeldingen    |
| Hervormde kerk                                                                                     | Kerk en kerkonderdeel     | 1667                               |             | Torenweg 4                                      | 53° 16' 28" NB, 6° 32' 3" OL  | 7065   | Meer afbeeldingen    |
| De Paddepoel                                                                                       | Boerderij                 | midden 19e eeuw?                   |             | Paddepoelsterweg 5                              | 53° 15' 28" NB, 6° 31' 23" OL | 7069   | Meer afbeeldingen    |
| Boerderij Haack                                                                                    | Boerderij                 | 1850-1875                          |             | Wierumerschouwsterweg 23                        | 53° 16' 28" NB, 6° 30' 40" OL | 7070   | Meer afbeeldingen    |
| Wierde (Enens)                                                                                     | Archeologisch monument    | begin jaartelling                  |             | bij Paddepoelsterweg 5                          | 53° 15' 31" NB, 6° 31' 16" OL | 45051  | Wierde (Enens)       |
| Terrein met resten van verm. een steenoven                                                         | Archeologisch monument    | late middeleeuwen                  |             | bij Oude Adorperweg 8                           | 53° 15' 17" NB, 6° 32' 38" OL | 45052  | Upload foto          |
| Wierde                                                                                             | Archeologisch monument    | begin jaartelling                  |             | Oude Adorperweg                                 | 53° 15' 13" NB, 6° 32' 50" OL | 45053  | Upload foto          |
| Terrein met resten van een borg (Harssens)                                                         | Archeologisch monument    | middeleeuwen                       |             | Provincialeweg t.o. Harsema S Laan              | 53° 15' 48" NB, 6° 32' 3" OL  | 45055  | Meer afbeeldingen    |
| Terrein met resten van verm. een steenoven                                                         | Archeologisch monument    | late middeleeuwen                  |             | Provincialeweg ten noorden van Harssens         | 53° 15' 53" NB, 6° 31' 53" OL | 45056  | Upload foto          |
| Terrein met resten van verm. een steenoven                                                         | Archeologisch monument    | late middeleeuwen                  |             | Provincialeweg ten noorden van Harssens         | 53° 15' 56" NB, 6° 31' 52" OL | 45057  | Upload foto          |
| Terrein met resten van verm. een steenoven                                                         | Archeologisch monument    | late middeleeuwen                  |             | Provincialeweg ten noorden van Harssens         | 53° 15' 56" NB, 6° 31' 52" OL | 45058  | Upload foto          |
| Wierde van Wierum                                                                                  | Archeologisch monument    | begin jaartelling                  |             | Paddepoelsterweg                                | 53° 16' 5" NB, 6° 30' 41" OL  | 45059  | Wierde van Wierum    |
| Wierde ('t Houndernust)                                                                            | Archeologisch monument    | middeleeuwen                       |             | Provincialeweg bij Wierumerschouwsterweg        | 53° 16' 34" NB, 6° 31' 59" OL | 45060  | Upload foto          |
| Wierde                                                                                             | Archeologisch monument    | vroege middeleeuwen                |             | Provincialeweg t.o. noordeinde Molenweg         | 53° 16' 39" NB, 6° 31' 59" OL | 45061  | Upload foto          |
| Wierde                                                                                             | Archeologisch monument    | vroege middeleeuwen                |             | Provincialeweg aan de Munniketocht              | 53° 16' 45" NB, 6° 31' 35" OL | 45062  | Upload foto          |
| Wierde (Hoge Wier)                                                                                 | Archeologisch monument    | begin jaartelling                  |             | Provincialeweg t.o. Munnikeweg                  | 53° 17' 2" NB, 6° 31' 51" OL  | 45063  | Upload foto          |
| Wierde                                                                                             | Archeologisch monument    | middeleeuwen                       |             | Hekkumerweg halverwege Provincialeweg en Hekkum | 53° 17' 9" NB, 6° 31' 32" OL  | 45064  | Upload foto          |
| Wierde                                                                                             | Archeologisch monument    | begin jaartelling                  |             | ten noorden van de Munnikeweg aan de spoorbaan  | 53° 17' 6" NB, 6° 32' 25" OL  | 45065  | Upload foto          |
| Terrein met resten van een nederzetting                                                            | Archeologisch monument    | begin jaartelling                  |             | Hekkumerweg, Hekkum                             | 53° 17' 12" NB, 6° 31' 2" OL  | 45068  | Upload foto          |
| Wierde                                                                                             | Archeologisch monument    | begin jaartelling                  |             | ten westen van Klein Wetsinge                   | 53° 17' 53" NB, 6° 31' 19" OL | 45071  | Upload foto          |
| Wierde (Grote Wier/Schelligeheert)                                                                 | Archeologisch monument    | begin jaartelling                  |             | Provincialeweg t.o. Groot Wetsinge              | 53° 18' 13" NB, 6° 32' 3" OL  | 45073  | Upload foto          |
| Wierde                                                                                             | Archeologisch monument    | middeleeuwen                       |             | ten noorden van de Meedenweg aan de spoorbaan   | 53° 18' 25" NB, 6° 32' 15" OL | 45074  | Upload foto          |
| Wierde (Harssens II)                                                                               | Archeologisch monument    | begin jaartelling                  |             | Provincialeweg t.o. Harsema S Laan              | 53° 15' 47" NB, 6° 31' 51" OL | 352971 | Wierde (Harssens II) |
| Hecticum                                                                                           | Woonhuis                  | 1915 1950 (verb.) ca. 1980 (verb.) | T. Reitsema | Hekkumerweg 1                                   | 53° 17' 15" NB, 6° 31' 58" OL | 510817 | Upload foto          |
| Wierde (Beswerd-Noord)                                                                             | Archeologisch monument    | vroege middeleeuwen (800)          |             | Meedenerweg                                     | 53° 17' 12" NB, 6° 27' 31" OL | 522134 | Upload foto          |
| Wierde (Beswerd-Zuid)                                                                              | Archeologisch monument    | late IJzertijd (50 v.Chr.)         |             | Meedenerweg                                     | 53° 17' 6" NB, 6° 27' 30" OL  | 522140 | Upload foto          |